# Nissan Fairlady Z (S130)

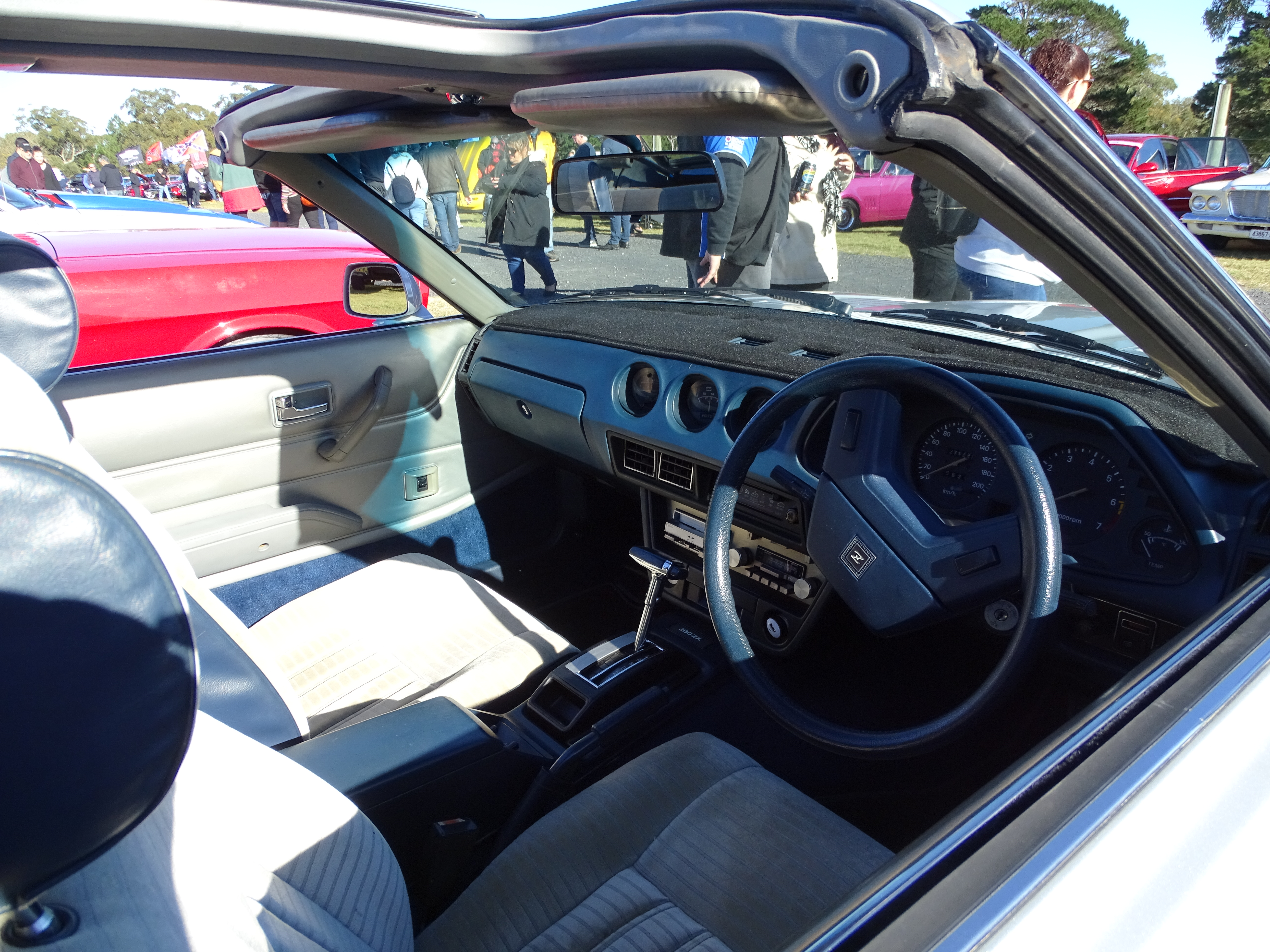
Интерьер Datsun 280ZX

Nissan S130 — спортивный автомобиль, выпускавшийся японской компанией Nissan с 1978 по 1983 год. На экспортных рынках автомобиль продавался под названиями Datsun 280ZX, Nissan Fairlady Z и Nissan Fairlady 280Z. В 1984 году на смену S130 пришёл 300ZX.

## Описание
Впервые Nissan S130 был представлен в июне 1978 года. Модель являлась преемником Nissan S30.
По сравнению с предыдущим поколением, нормы выбросов и аэродинамика были заметно улучшены. Также автомобиль отличается улучшенными подвеской, звукоизоляцией, сиденьями, оснащением и аудиосистемой. Масса была немного снижена. Дизайн экстерьера был эволюционным, менее округлым и с более интегрированными бамперами. Многие детали, включая задний мост и гидроусилитель руля, позаимствованы у Datsun 810, а подвеска — у Bluebird 910. Впереди установлена подвеска Макферсон, а задняя — независимая.
Коэффициент лобового сопротивления был уменьшен с 0,467 до 0,385, а коэффициент подъёмной силы — с 0,41 до 0,14. В 1982 году автомобили прошли фейслифтинг.

## Технические характеристики

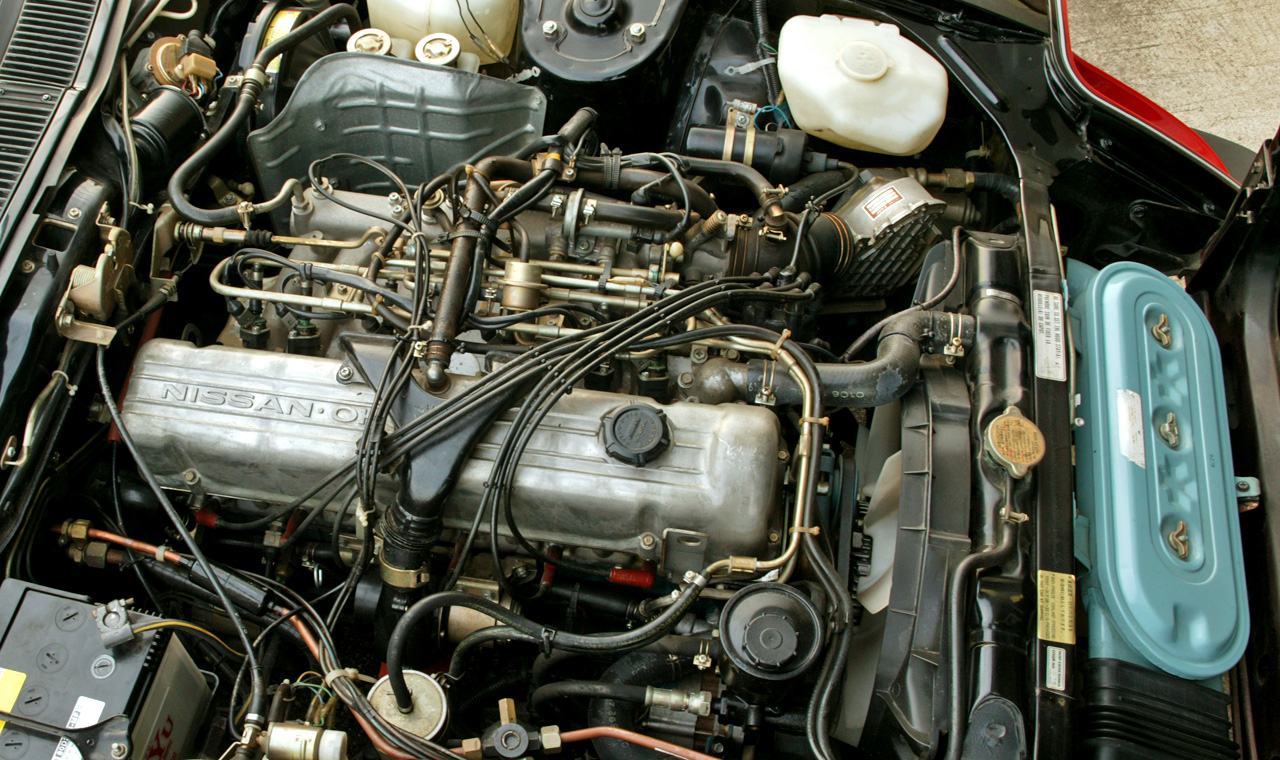
Двигатель L28ET на Datsun 280ZX

Nissan S130 оснащался рядными шестицилиндровыми двигателями серии Nissan L. Изначально автомобиль оснащался 2,0-литровым двигателем L20ET, а с 1981 года — L28ET. Двигатели развивают мощность 130 кВт (180 л. с.) и крутящий момент 275 Н⋅м. Существуют и другие варианты.
| Модель (годы производства) | Мощность, л. с. |
| -------------------------- | --------------- |
| 240Z (1970—1973)           | 121             |
| 260Z (1974)                | 130             |
| 280Z (1975—1978)           | 136             |
| 280ZX (1979—1980)          | 135             |
| 280ZX NA (1981—1983)       | 145             |
| 280ZX T (1981—1983)        | 180             |

## Галерея

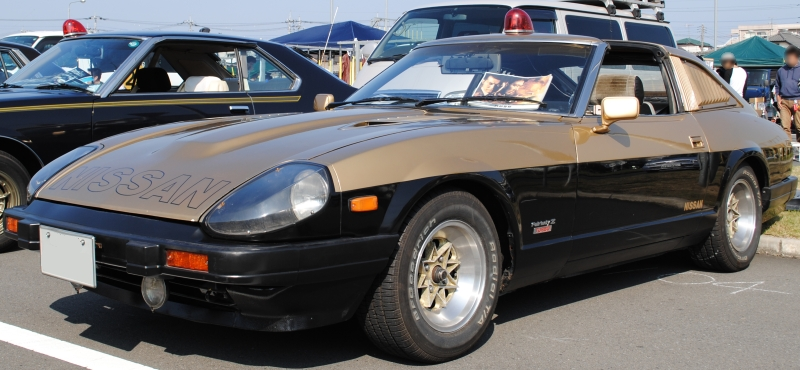
Nissan Fairlady Z 200Z-T
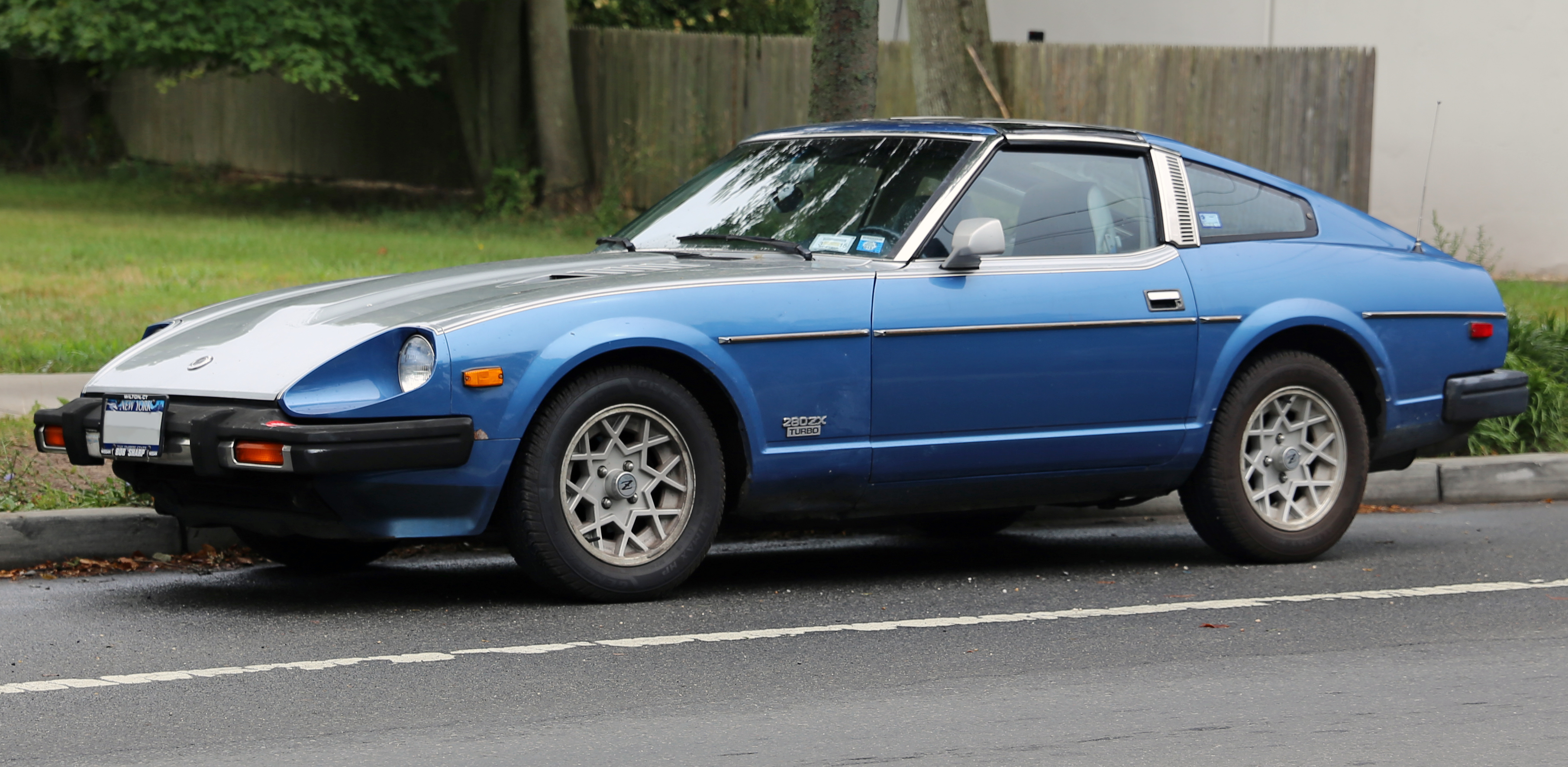
Datsun 280ZX Turbo
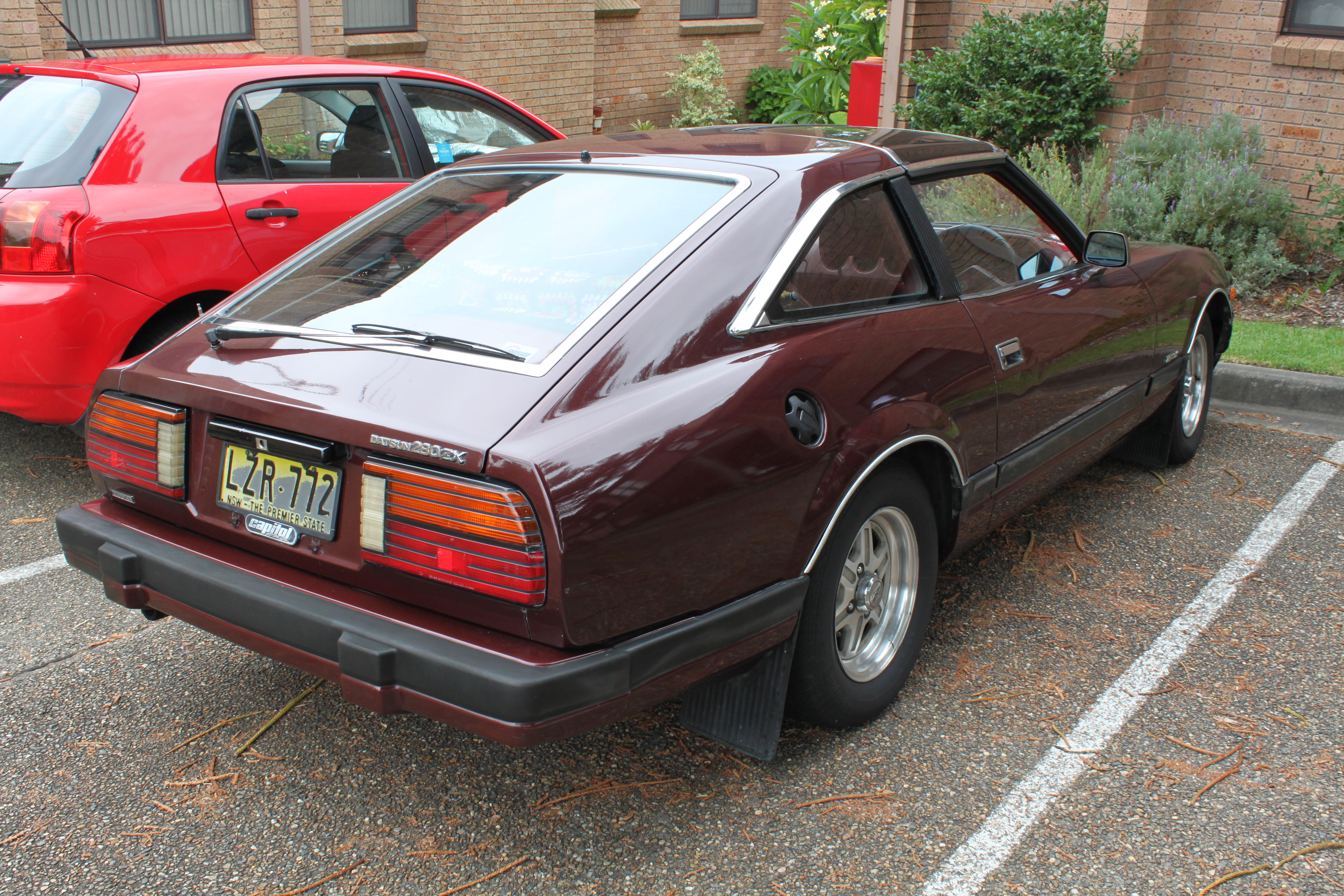
Фейслифтинг задней части
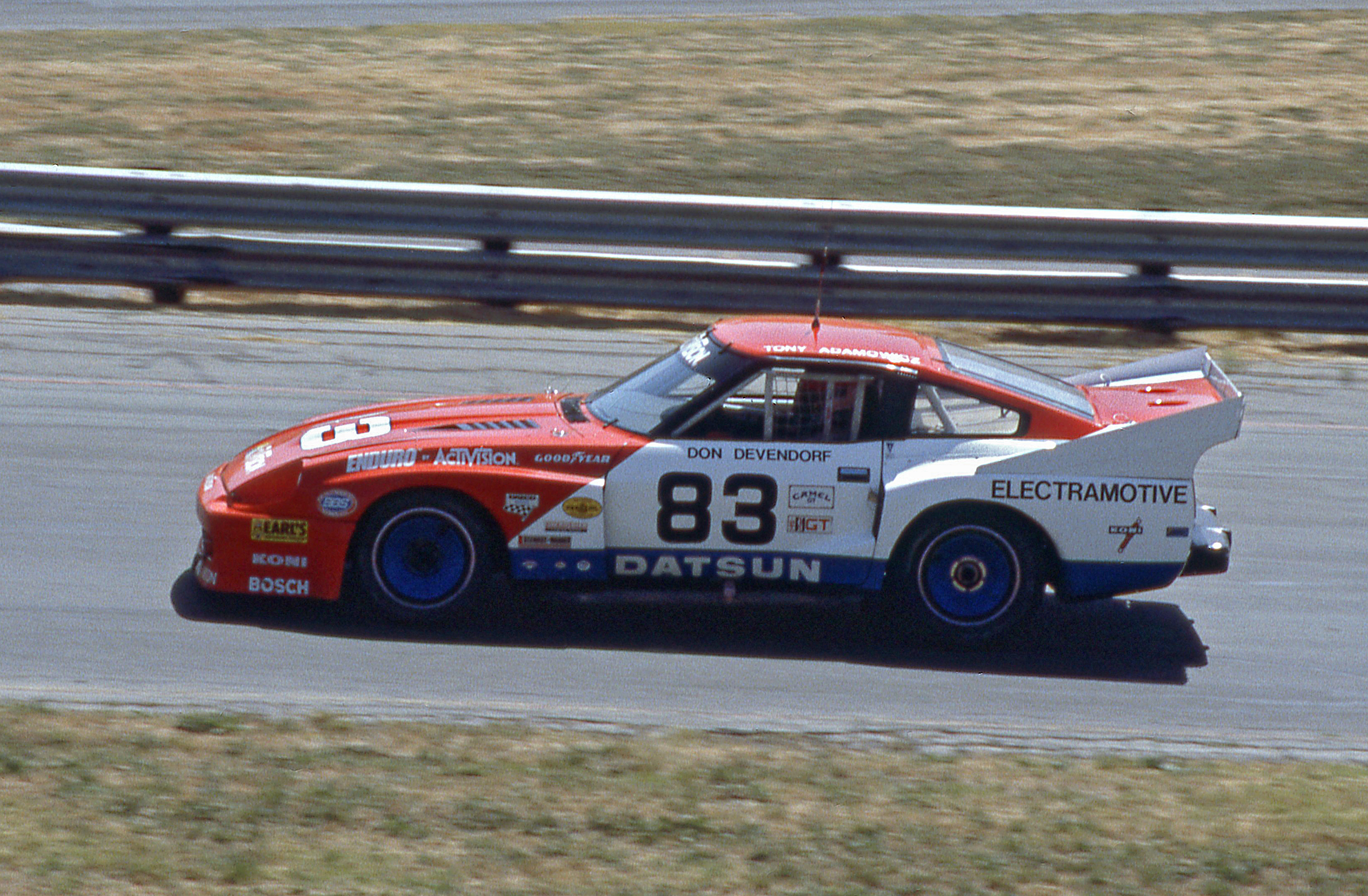
Дон Девендорф и Тони Адамович участвовали на Datsun 280ZX Turbo в чемпионате IMSA GTO 1983 года